# قورجینه
قورجینه، روستایی از توابع بخش مرکزی شهرستان کبودرآهنگ در استان همدان ایران است.
این روستا قدمتی ۵۰۰ ساله دارد.
کشاورزی و دامداری شغل اصلی اهالی قوره جینه است.

## جمعیت
این روستا در دهستان کوهین قرار دارد و براساس سرشماری مرکز آمار ایران در سال ۱۳۹۵، جمعیت آن ۹۸۳ نفر (۲۸۲خانوار) بوده‌است.

## سوغات و محصولات
از سوغات و محصولات این روستا می‌توان به بادام، شیره انگور، اِردک (نوعی نان شیرین محلی)، خیارشور و انواع میوه ها و فراورده های لبنی طبیعی اشاره کرد.